# Akira Satō (saut à ski)
Pour les articles homonymes, voir Akira Satō.
Akira Satō (佐藤 晃, Satō Akira), né le 19 juillet 1964 à Kyōgoku, est un sauteur à ski japonais.

## Palmarès

### Jeux Olympiques
| Épreuve / Édition | Calgary 1988 |
| Petit Tremplin    | 11e          |
| Grand Tremplin    | 33e          |

### Championnats du monde
| Épreuve / Édition | Seefeld 1985 | Oberstdorf 1987 |
| Petit Tremplin    | 16e          | 24e             |
| Grand Tremplin    | 17e          |                 |
| Par Equipes       | 6e           |                 |

### Coupe du monde
- Meilleur classement final: 25e en 1987.
- 1 victoire.

#### Saison par saison
| Année | Lieu            |
| 1987  | Sapporo (Japon) |